# Шабли
Шабли (фр. Chablis) насеље је и општина у источном делу централне Француске у региону Бургоња, у департману Јон која припада префектури Осер.
По подацима из 2011. године у општини је живело 2302 становника, а густина насељености је износила env 67 становника/km². Општина се простире на површини од 38,83 km². Налази се на средњој надморској висини од 140 метара (максималној 311 m, а минималној 126 m).

## Демографија
| 1962. | 1968. | 1975. | 1982. | 1990. | 1999. | 2011. |
| ----- | ----- | ----- | ----- | ----- | ----- | ----- |
| 2.004 | 2.287 | 2.408 | 2.414 | 2.569 | 2.594 | 2.302 |

График промене броја становника у току последњих година